# Tiếng Mazandaran
Tiếng Mazandaran (مازندرانی), hay Tabari (طبری), là một ngôn ngữ Iran được nói bởi người Mazandaran. Tính đến  năm 2021, ngôn ngữ này có khoảng 5,320,000 người bản ngữ. Tuy tiếng Ba Tư đã ảnh hưởng đến tiếng Mazandaran rất nhiều, Mazandaran vẫn sống sót như một ngôn ngữ độc lập có nguồn gốc từ Tây Bắc Iran.